# Central Office Equipment
Als Central Office Equipment oder kurz COE werden Geräte bezeichnet, die in einer Vermittlungsstelle (CO) eine Teilnehmeranschlussleitung terminieren. Sie sind damit die anbieterseitige Gegenstelle zu den Teilnehmerendgeräten (CPE).
Im DSL-Kontext wird COE zur Bezeichnung von DSLAMs oder MSANs verwendet, welche sich auch in einem Multifunktionsgehäuse befinden können. Ihnen nachgeschaltet ist meistens ein Aggregationselement (BNG).